# العلاقات الأسترالية البالاوية
العلاقات الأسترالية البالاوية هي العلاقات الثنائية التي تجمع بين أستراليا وبالاو.

## مقارنة بين البلدين
هذه مقارنة عامة ومرجعية للدولتين:
| وجه المقارنة                                              | أستراليا                                   | بالاو                         |
| --------------------------------------------------------- | ------------------------------------------ | ----------------------------- |
| المساحة (كم2)                                             | 7.69 مليون                                 | 465                           |
| عدد السكان (نسمة)                                         | 24.51 مليون                                | 21.73 ألف                     |
| الكثافة السكانية (ن./كم²)                                 | 3.19                                       | 4.67 ألف                      |
| العاصمة                                                   | كانبرا، ملبورن                             | نغيرولمود، كورور              |
| اللغة الرسمية                                             | لغة إنجليزية                               | لغة إنجليزية، اللغة البالاوية |
| العملة                                                    | دولار أسترالي، جنيه إسترليني، جنيه أسترالي | دولار أمريكي                  |
| الناتج المحلي الإجمالي (بليون دولار)                      | 1.32 تريليون                               | 291.54 مليون                  |
| الناتج المحلي الإجمالي (تعادل القوة الشرائية) بليون دولار | 1.10 تريليون                               | 326.12 مليون                  |
| الناتج المحلي الإجمالي الاسمي للفرد دولار أمريكي          | 56.31 ألف                                  | 13.50 ألف                     |
| الناتج المحلي الإجمالي للفرد دولار أمريكي                 | 45.92 ألف                                  | 14.76 ألف                     |
| مؤشر التنمية البشرية                                      | 0.939                                      | 0.780                         |
| رمز المكالمات الدولي                                      | +61                                        | +680                          |
| رمز الإنترنت                                              | .au                                        | .pw                           |
| المنطقة الزمنية                                           |                                            | ت ع م+09:00                   |

## منظمات دولية مشتركة
يشترك البلدان في عضوية مجموعة من المنظمات الدولية، منها:
| علم المنظمة | اسم المنظمة                        | تاريخ انضمام أستراليا | تاريخ انضمام بالاو |
| ----------- | ---------------------------------- | --------------------- | ------------------ |
|             | مؤسسة التنمية الدولية              | 24 سبتمبر 1960        | 16 ديسمبر 1997     |
|             | الأمم المتحدة                      | 1 نوفمبر 1945         | 15 ديسمبر 1994     |
|             | البنك الدولي للإنشاء والتعمير      | 5 أغسطس 1947          | 16 ديسمبر 1997     |
|             | بنك التنمية الآسيوي                | 1966                  | 2003               |
|             | منظمة حظر الأسلحة الكيميائية       | ?                     | ?                  |
|             | مؤسسة التمويل الدولية              | 20 يوليو 1956         | 16 ديسمبر 1997     |
|             | وكالة ضمان الاستثمار متعدد الأطراف | 10 فبراير 1999        | 16 ديسمبر 1997     |
|             | يونسكو                             | 4 نوفمبر 1946         | 20 سبتمبر 1999     |

## وصلات خارجية
- موقع وزارة الخارجية الأسترالية